# Whitchurch, Cardiff
Whitchurch är en community i Storbritannien.   Den ligger i kommunen Cardiff och riksdelen Wales, i den södra delen av landet, 210 km väster om huvudstaden London. Whitchurch är en förort och ligger i den nordvästra delen av staden Cardiff.